# 水源乡 (寻乌县)
水源乡，是中华人民共和国江西省赣州市寻乌县下辖的一个乡镇级行政单位。

## 行政区划
水源乡下辖以下地区：
龙塘村、周畲村、太湖村、载遐村、袁屋村、河背村、径口村、竹园头村和坳背村。